# Óscar Ortubé
Juan Óscar Ortubé Vargas (La Paz, 24 mei 1944 – Buenos Aires, 1 januari 2024) was een voetbalscheidsrechter uit Bolivia, die onder meer actief was bij de strijd om de Copa América 1989 in Brazilië. Hij was FIFA-scheidsrechter van 1970 tot 1991, en was de neef van een andere Boliviaanse scheidsrechter, René Ortubé.

## Interlands
| Datum            | Wedstrijd            | Uitslag | Competitie        | Kreeg geel | Kreeg voor de tweede keer geel en dus rood | Weggestuurd |
| ---------------- | -------------------- | ------- | ----------------- | ---------- | ------------------------------------------ | ----------- |
| 26 augustus 1980 | Bolivia – Paraguay   | 1 – 1   | Vriendschappelijk | ?          | ?                                          | ?           |
| 1 februari 1981  | Bolivia – Bulgarije  | 1 – 3   | Vriendschappelijk | ?          | ?                                          | ?           |
| 3 augustus 1983  | Bolivia – Paraguay   | 2 – 1   | Vriendschappelijk | ?          | ?                                          | ?           |
| 21 mei 1985      | Chili – Brazilië     | 2 – 1   | Vriendschappelijk | ?          | ?                                          | ?           |
| 25 mei 1989      | Bolivia – Paraguay   | 3 – 2   | Vriendschappelijk | ?          | ?                                          | ?           |
| 5 juli 1989      | Paraguay – Colombia  | 1 – 0   | Copa América      | ?          | ?                                          | ?           |
| 25 juli 1989     | Chili – Peru         | 2 – 1   | Vriendschappelijk | ?          | ?                                          | 2           |
| 30 juli 1989     | Venezuela – Brazilië | 0 – 4   | WK-kwalificatie   | ?          | ?                                          | ?           |
| 6 juli 1991      | Paraguay – Peru      | 1 – 0   | Copa América      | ?          | ?                                          | ?           |
| 14 juli 1991     | Argentinië – Peru    | 3 – 2   | Copa América      | ?          | ?                                          | ?           |